# Cerkiew Tichwińskiej Ikony Matki Bożej w Moskwie (Aleksiejewskij)
Cerkiew Tichwińskiej Ikony Matki Bożej – prawosławna cerkiew w Moskwie, w rejonie Aleksiejewskim, w dekanacie Trójcy Świętej eparchii moskiewskiej miejskiej Rosyjskiego Kościoła Prawosławnego.

## Historia
Pierwsza cerkiew pod tym wezwaniem została wzniesiona w 1673, w sąsiedztwie starszej cerkwi św. Aleksego, na polecenie cara Aleksego I, który sam wskazał dla niej patronkę – czczoną na Rusi Tichwińską Ikonę Matki Bożej. Władca nie dożył końca prac budowlanych; świątynię oddano do użytku w 1680, już po jego śmierci. Konsekracji obiektu dokonał patriarcha Joachim, który w dniu poświęcenia przeszedł do cerkwi na czele uroczystej procesji z Kremla moskiewskiego, w której szedł także car Fiodor. Monarcha przekazał dla nowo urządzonej cerkwi ikonę patronalną.
Cerkwie zostały zniszczone w czasie wojny francusko-rosyjskiej w 1812, w cerkwi Tichwińskiej Ikony Matki Bożej wojska francuskie rozlokowały magazyn i stajnię. Jej remont po zakończeniu działań wojennych sfinansował kwotą 18 tys. rubli car Aleksander I. W 1824 cerkiew św. Aleksego została rozebrana, a z pozyskanego materiału budowlanego (cegieł) wzniesiono dzwonnicę dla nowszej budowli sakralnej. W 1836 w świątyni wykonano dekorację malarską. Aby upamiętnić istnienie starszej świątyni, pierwszej we wsi (rejon Aleksiejewskij został włączony w granice Moskwy dopiero w XX stuleciu), w końcu XIX w. do cerkwi dostawiono ołtarz św. Aleksego. Drugi ołtarz, św. Tryfona, poświęcono w listopadzie 1917. W 1922 urządzono jeszcze ołtarz Zmartwychwstania Pańskiego, przypominający o zniszczonej świątyni pod tym wezwaniem w sąsiedniej wsi Rostokino.
Świątynia pozostawała czynna w okresie radzieckim, w czasie akcji konfiskaty majątku ruchomego Cerkwi w 1922 została jedynie pozbawiona cennego wyposażenia. Według legendy przechowywana w niej ikona patronalna była w czasie bitwy o Moskwę w 1941 przewożona samolotem nad miastem.